# Korbinianskirche
Korbinianskirche oder St.-Korbinians-Kirche bzw. einfach St. Korbinian ist der Name zahlreicher Kirchen, die dem Freisinger Bischof Korbinian geweiht sind.

## Liste von Korbinianskirchen
in Deutschland:
- St. Korbinian (Baldham)
- St. Korbinian (Dettendorf)
- Dom St. Maria und St. Korbinian (Freising)
- Kapelle St. Korbinian (Freising)
- Kapelle St. Korbinian (Kleinweil)
- St. Korbinian (München)
- St. Korbinian (Oberlaindern)
- St. Korbinian (Rechtmehring)
- St. Korbinian (Reichersbeuern)
- St. Korbinian (Schwaig)
- St. Magdalena und Korbinian (Unteraufham)
- St. Korbinian (Unterhaching)
- St. Korbinian (Westerholzhausen)

in Österreich:
- St. Korbinian (Assling-Thal, Osttirol)

in Frankreich:
- Kathedrale von Évry (Saint Corbinien)

in Italien:
- Stiftskirche zu den Heiligen Candidus und Korbinian in Innichen, Südtirol
- San Corbiniano in Rom